# Telychiano
| Devoniano                                                                                           | Inferiore     | Lochkoviano | Più recente |
| Siluriano                                                                                           | Pridoliano    | -           | 422,7±1,6   |
| Siluriano                                                                                           | Ludloviano    | Ludfordiano | 425,0±1,5   |
| Siluriano                                                                                           | Ludloviano    | Gorstiano   | 426,7±1,5   |
| Siluriano                                                                                           | Wenlock       |             |             |
| Siluriano                                                                                           | Homeriano     | 430,6±1,3   |             |
| Siluriano                                                                                           | Sheinwoodiano | 432,9±1,2   |             |
| Siluriano                                                                                           | Llandovery    |             |             |
| Siluriano                                                                                           | Telychiano    | 438,6±0,1   |             |
| Siluriano                                                                                           | Aeroniano     | 440,5±1,0   |             |
| Siluriano                                                                                           | Rhuddaniano   | 443,1±0,9   |             |
| Ordoviciano                                                                                         | Superiore     | Hirnantiano | Più antico  |
| Suddivisione del sistema del Siluriano secondo la Commissione internazionale di stratigrafia (ICS). |               |             |             |

Nella scala dei tempi geologici, il Telychiano rappresenta l'ultimo dei tre stadi stratigrafici o età in cui è suddiviso il Llandovery, la prima epoca del periodo Siluriano, che a sua volta è il terzo dei sei periodi in cui è suddivisa l'era del Paleozoico.
Il Telychiano è compreso tra 436,0 ± 1,9 e 428,2 ± 2,3  milioni di anni fa (Ma), preceduto dall'Aeroniano e seguito dal Sheinwoodiano, il primo stadio della successiva epoca Wenlock.

## Etimologia
Il nome del Telychiano deriva da quello del villaggio di Pen-lan-Telych, situato a sud-ovest di Llandovery, nel Galles.

La denominazione e lo stadio Telychiano furono proposti nel 1971 da un gruppo di geologi inglesi coordinati da L. Cocks. 

## Definizioni stratigrafiche e GSSP
La base del Telychiano si trova appena al di sopra del livello corrispondente alla scomparsa della specie di brachiopodi Eocoelia intermedia e appena al di sotto della prima apparizione della specie brachiopode Eocoelia curtisi. Tale confine si trova anche in prossimità della comparsa della specie graptolitica Monograptus turriculatus. 
Il limite superiore, non ancora esattamente definito, si trova tra la base della biozona 5 degli Acritarchi e il livello di scomparsa dei conodonti della specie Pterospathodus amorphognathoides. Il limite è probabilmente anche in prossimità della base della zona dei graptoliti della specie Cyrtograptus centrifugus. 

### GSSP
Il GSSP, il profilo stratigrafico di riferimento della Commissione Internazionale di Stratigrafia, si trova alla località 162, "intersezione d", presso la Cefn Cerig Farm, sulla strada che da Llandovery, nel Galles, conduce a questa fattoria.        